# Абаза, Константин Константинович
Константи́н Константи́нович Абаза́ (18 [30] мая 1841, Докторово, Екатеринославская губерния — 5 [18] августа 1905, Измаил) — русский военный историк, писатель, педагог; автор популярных исторических очерков. Отставной полковник. Брат Василия Константиновича Абазы.

## Биография
Из дворянской семьи. Окончил Полтавский кадетский корпус (1859). Артиллерийский офицер. Во время службы обратил на себя внимание, благодаря успехам его учеников-солдат в освоении грамоты и специальных знаний. В дальнейшем преподавал в военных учебных заведениях — Чугуевской центральной школе (1871—1875), Санкт-Петербургском пехотном юнкерском училище (заместитель, затем и. о. начальника). Читал лекции для воспитанников военных учебных заведений и офицеров по методике начального обучения грамоте.
Как автор многих учебников для солдат и популярных очерков из военной истории, вступил на литературно-педагогическое поприще в начале 70-х годов XIX века, когда на распространение образования среди нижних чинов было впервые обращено серьёзное внимание. Его руководства грамотности считаются идеальными, в своих же книгах для школьного и казарменного чтения являлся талантливым популяризатором. Одним из первых трудов на этом поприще была «Книга для начального чтения в войсках» (СПб., 1871 г.), составленная им совместно с Н. П. Столпянским, известным педагогом, организатором в 1860-х годах воскресных школ и руководителем обучения молодых солдат в войсках Финляндии и в семи гвардейских полках в Петербурге.
С 1892 года — полковник в отставке. Сотрудничал с журналами «Читальня народной школы» (1888), «Досуг и дело» (1889), «Родина» (1880—1890-е). Печатал статьи по истории и естествознанию в газетах «Русский инвалид», «Голос», «Санкт-Петербургские ведомости», «Гражданин». В журнале «Родник» публиковались его очерки для детей на военно-исторические темы. Автор «Руководства по обучению в начальных военных школах» (СПб., 1873; совместно с М. И. Силаевым), «Азбуки для начальных военных школ» (СПб., 1883) и «Арифметики для солдат» (СПб., 1884). Написал для солдатского чтения несколько книг популярных очерков из военной истории. Жил в Измаиле, с 1902 был там мировым судьёй.

## Сочинения
- Книга для начального чтения в войсках / Сост. Н. П. Столпянский и К. К. Абаза. — Санкт-Петербург: тип. Дома призрения малолетних бедных, 1871. — [8], 144 с.
- Руководство по обучению в начальных военных школах / Сост. К. Абаза и М. Силаков. — Санкт-Петербург: Н. Фену и К°, 1873. — [8], 122 с.
- Домашние переплётные работы Руководство для сел. учителей / Сост. К. К. Абаза. — Санкт-Петербург: тип. А. М. Котомина, 1875. — 47 с.
- Книга для чтения в военных школах и казармах, в школах воскресных и вечерних классах для взрослых / Сост. К. К. Абаза. — Санкт-Петербург: тип. М. М. Стасюлевича, 1880. — VIII, 292 с., 22 с. ил.
- Арифметика для солдат по программе, приложенной к Приказу по Военному ведомству 1875 г. № 52: Целые числа, именов. числа, понятия о дробях: В тексте помещено 200 задач / Сост. К. К. Абаза. — Санкт-Петербург: В. А. Березовский, 1884. — 115 с.
- Азбука для применения в начальных военных школах и в школах для обучения грамоты взрослых вообще (1883)
- Инструкция, как учить грамоте солдат (1887)
- Общедоступная военно-историческая хрестоматия / Сост. К. К. Абаза. Кн. 1—2. — Санкт-Петербург: тип. М. М. Стасюлевича, 1887. — 2 т.
- Война с текинцами: Очерк Константина Абазы. — Санкт-Петербург: ред. журн. «Родник», 1888. — 21 с. — (Читальня народной школы; 1888, вып. 10).
- Донцы / Сост. К. К. Абаза. — Санкт-Петербург: ред. журн. «Досуг и дело», 1889. — [2], 132 с.
- Казаки: Донцы, кубанцы, уральцы, терцы : Очерки из Истории стародавнего казацкого быта в общедоступном изложении, для чтения в войсках, семье и школе. — СПб., 1890. — 334 с.: ил.
- Абаза К. «Генерал от инфантерии Петр Степанович Котляревский», с.39-42 в журнале «Разведчик», № 84, 1892.
- Завоевание Туркестана. Рассказы из военной истории, очерки природы, быта и нравов туземцев — СПб., 1902. — 310 с.
- Беседы о японцах (вып. 1—3, 1904—1905)
- «Белый» генерал (Ак-Паша) Михаил Дмитриевич Скобелев : (С портр. и пл. окрестностей Плевны) / К. К. Абаза. — Санкт-Петербург: В. Березовский, ценз. 1905. — 46 с. — (Солдатская библиотека; 17 компл. № 328).